# Gaz błotny
Gaz błotny – odkryty w 1776 przez Alessandra Voltę palny gaz, którego głównym składnikiem jest metan, powstający w wyniku beztlenowego rozkładu substancji organicznych w przyrodzie. Proces ten zachodzi często na bagnach lub mokradłach (stąd nazwa).
31 maja 1926 wybuchł gaz błotny zebrany na dnie jeziora Dobellus Mały (niem. Kleiner Dobellus). Wybuch nastąpił prawdopodobnie wskutek obniżenia ciśnienia atmosferycznego spowodowanego przez burzę. Powierzchnia jeziora stała się niewidoczna z powodu pokrywającego ją materiału wyrzuconego z dna jeziora. Trwało to kilka tygodni, dopóki ziemia nie opadła na dno.